# NGC 4298
NGC 4298 (również PGC 39950 lub UGC 7412) – galaktyka spiralna (Sc), znajdująca się w gwiazdozbiorze Warkocza Bereniki. Została odkryta 8 kwietnia 1784 roku przez Williama Herschela. Należy do gromady w Pannie.

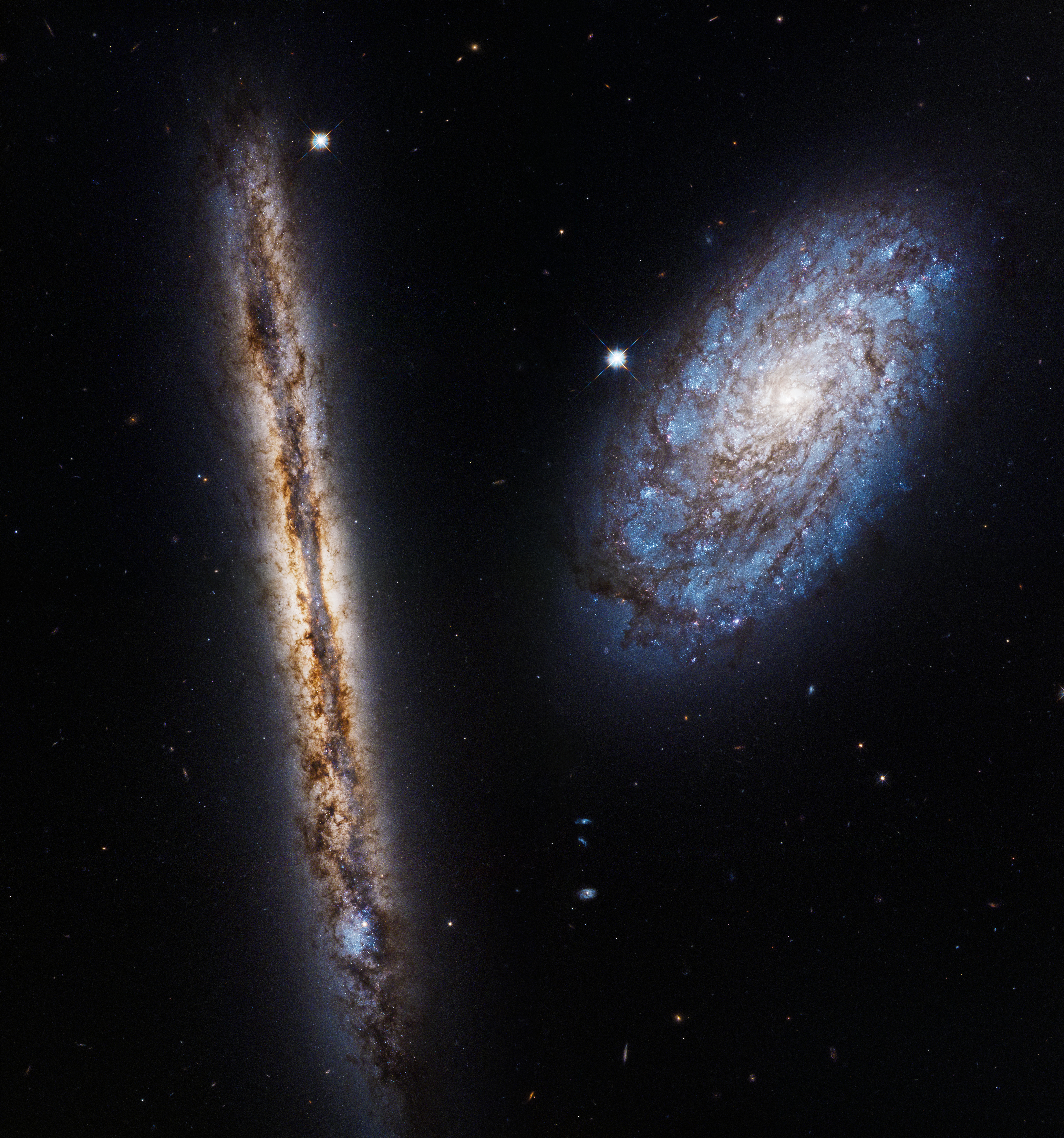
Galaktyki NGC 4298 (z prawej) i NGC 4302 (HST)

Na niebie jest położona bardzo blisko galaktyki NGC 4302, lecz brak jest widocznych efektów oddziaływania grawitacyjnego między nimi, co oznacza, że prawdopodobnie znajdują się miliony lat świetlnych od siebie.